# The Lost Bus
Pour plus de détails, voir Fiche technique et Distribution.
The Lost Bus : Au cœur des flammes (The Lost Bus) est un film américain réalisé par Paul Greengrass et dont la sortie est prévue en 2025. Il s'agit d'une adaptation de Paradise: One Town's Struggle to Survive an American Wildfire de Lizzie Johnson, un ouvrage revenant sur le Camp Fire survenu en Californie en 2018.
Le film sera présenté au festival international du film de Toronto 2025, avant sa diffusion sur Apple TV+.

## Synopsis
Comté de Butte, novembre 2018. Kevin McCay, chauffeur de bus, transporte des enfants et leur enseignante Mary Ludwig. Alors qu'un terrible incendie ravage la Californie, Kevin va tout faire pour mettre en sécurité ses passagers.

## Fiche technique
Sauf indication contraire, les informations mentionnées dans cette section peuvent être confirmées par la base de données cinématographiques IMDb,  présente dans la section « Liens externes ».
- Titre original : The Lost Bus
- Titre français complet : The Lost Bus : Au cœur des flammes
- Réalisation : Paul Greengrass
- Scénario : Paul Greengrass et Brad Ingelsby, d'après Paradise: One Town's Struggle to Survive an American Wildfire de Lizzie Johnson
- Musique : James Newton Howard
- Décors : David Crank
- Costumes : Mark Bridges
- Photographie : Pål Ulvik Rokseth
- Montage : N/A
- Production : Jason Blum, Jamie Lee Curtis, Gregory Goodman et Brad Ingelsby
  - Producteurs délégués : Greg Goodman, Lizzie Johnson, Nicole Jordan-Webber, Cliff Lanning, Amy Lord et Robin Mulcahy Fisichella
- Sociétés de production : Blumhouse Productions et Comet Films
- Société de distribution : Apple TV+
- Budget : N/A
- Pays de production :  États-Unis
- Langue originale : anglais
- Format : couleur
- Genre : drame, catastrophe, action
- Dates de sortie[2] :
  - Canada : septembre 2025 (festival de Toronto)

## Distribution
- Matthew McConaughey : Kevin McCay
- America Ferrera : Mary Ludwig
- Yul Vazquez : Ray Martinez
- Ashlie Atkinson : Ruby
- Danny McCarthy : McKenzie
- Spencer Watson : Hopkins

## Production
En juin 2022, il est annoncé que Jamie Lee Curtis et Jason Blum développent, via leurs sociétés respectives Comet Films et Blumhouse Productions, une adaptation de l'ouvrage de Lizzie Johnson, Paradise: One Town's Struggle to Survive an American Wildfire. En janvier 2024, Paul Greengrass est engagé comme réalisateur, avec Matthew McConaughey dans le rôle principal, alors qu'Apple Inc. négocie les droits de distribution,. En février 2024, America Ferrera rejoint la distribution. En mai 2024, c'est au tour de Yul Vazquez de rejoindre le film.
Le tournage débute en avril 2024 à Ruidoso au Nouveau-Mexique. Les prises de vues se déroulent également à Santa Fe, Española, Truchas et Glorieta.